# 越南人民武裝力量
越南人民武裝力量是越南社會主義共和國的國家武裝力量，擔負備戰、作戰、戰鬥服務、維護祖國獨立、主權、統一、領土完整、國家安全、社會秩序和安全的任務，保護人民、黨和國家、社會主義制度和革命成果，與全民一起建設國家並履行國際義務。人民武裝力量的活動必須遵守憲法、法律和越南社會主義共和國參與的國際條約。越南武裝力量名義上由國家主席統領，越南國防部統一管理，實際上由越南共產黨領導，接受中央軍事委員會指揮，中央軍委書記統帥全軍。

## 組織
越南人民武裝力量由人民軍、人民公安和自衛民兵及海岸警卫队組成。